# Championnat de Tchécoslovaquie de football 1950
Navigation
Saison précédente Saison suivante
La saison 1950 du Championnat de Tchécoslovaquie de football est la 20e édition du championnat de première division en Tchécoslovaquie. Les quatorze meilleurs clubs du pays sont regroupés au sein d'une poule unique, où ils s'affrontent deux fois, à domicile et à l'extérieur. À la fin du championnat, les deux derniers du classement sont relégués et remplacés par les deux meilleures équipes de II. Liga, la deuxième division tchécoslovaque.
C'est le club du NV Bratislava, tenant du titre, qui termine à nouveau en tête du classement final, à égalité de points mais une meilleure moyenne de buts que le Bratrstvi Sparta et le Zeleznicar Prague. C'est le 2e titre de champion de Tchécoslovaquie de l'histoire du club.

## Les clubs participants
| - Bratrstvi Sparta - CSD Plzen - Promu de II. Liga - Slovena Zilina - Dukla Presov - Promu de II. Liga - OD Karlin - Promu de II. Liga - Zeleznicar Prague - NV Bratislava | - Vitkovicke Zelezarny - Promu de II. Liga - Technomat Teplice - Dynamo Slavia Prague - Dynamo CSD Kosice - Kovosmalt Trnava - ATK Prague - Skoda Plzen |

## Compétition

### Classement
Le barème utilisé pour établir le classement est le suivant :
- Victoire : 2 points
- Match nul : 1 point
- Défaite : 0 point

| Rang | Équipe               | Pts | J  | G  | N | P  | Bp | Bc | Diff |
| ---- | -------------------- | --- | -- | -- | - | -- | -- | -- | ---- |
| 1    | NV Bratislava (T)    | 35  | 26 | 16 | 3 | 7  | 62 | 35 | +27  |
| 2    | Bratrstvi Sparta     | 35  | 26 | 13 | 9 | 4  | 64 | 37 | +27  |
| 3    | Zeleznicar Prague    | 35  | 26 | 14 | 7 | 5  | 52 | 36 | +16  |
| 4    | Vitkovicke Zelezarny | 31  | 26 | 13 | 5 | 8  | 53 | 47 | +6   |
| 5    | ATK Prague           | 28  | 26 | 12 | 4 | 10 | 60 | 54 | +6   |
| 6    | OD Karlin (P)        | 27  | 26 | 11 | 5 | 10 | 45 | 49 | -4   |
| 7    | Dynamo Slavia Prague | 25  | 26 | 10 | 5 | 11 | 58 | 47 | +11  |
| 8    | Technomat Teplice    | 25  | 26 | 8  | 9 | 9  | 51 | 50 | +1   |
| 9    | Dukla Presov         | 25  | 26 | 9  | 7 | 10 | 41 | 42 | -1   |
| 10   | Skoda Plzen          | 25  | 26 | 10 | 5 | 11 | 57 | 60 | -3   |
| 11   | Dynamo CSD Kosice    | 24  | 26 | 8  | 8 | 10 | 39 | 39 | 0    |
| 12   | Slovena Zilina       | 20  | 26 | 7  | 6 | 13 | 49 | 65 | -16  |
| 13   | Kovosmalt Trnava     | 19  | 26 | 6  | 7 | 13 | 36 | 45 | -9   |
| 14   | CSD Plzen (P)        | 10  | 26 | 3  | 4 | 19 | 31 | 92 | -61  |

|  | Champion de Tchécoslovaquie 1950                     |
|  | Relégation en II. Liga                               |
|  | (T) Tenant du titre (P) : Promu de deuxième division |

## Bilan de la saison
| Championnat de Tchécoslovaquie de football 1950 |                          |
| Champion                                        | NV Bratislava (2e titre) |
| Coupes et trophées                              |                          |
| Vainqueur de la Coupe de Tchécoslovaquie 1950   | Non disputée             |
| Qualifications continentales                    |                          |
| Promotions et relégations                       |                          |
| Promus en I. Liga                               | Svit Gottwaldov          |
| Promus en I. Liga                               | OKD Ostrava              |
| Relégués en II. Liga                            | Kovosmalt Trnava         |
| Relégués en II. Liga                            | CSD Plzen                |